# Медведковский метромост
Медве́дковский метромост — крытый метромост через реку Яузу в Москве, расположенный на перегоне «Бабушкинская» — «Медведково» Калужско-Рижской линии Московского метрополитена. Находится в Северо-Восточном административном округе, служит границей между районами Северное Медведково и Бабушкинский. Выход к улице Грекова, проезду Шокальского.

## Описание
Несмотря на то что в Москве существуют и другие крытые «метромосты»-насыпи (например Волжский, Северо-Бутовский), Медведковский является единственным примером конструкции, полностью поддерживающей тоннельные перегоны на собственных опорах и расположенной над естественным уровнем почвы данного ландшафта (то есть для возведения моста Яузу не вносили в коллектор и не опускали ниже точки нулевого уровня). Теоретически это — полноценный метромост, несущий на себе, вместо открытых, крытые, помещённые в бетонные тюбинги пути и засыпанный сверху грунтом. Под метромостом с обеих сторон также имеются просветы приблизительно в два метра высотой, где вдоль реки может пройти человек.

## Галерея

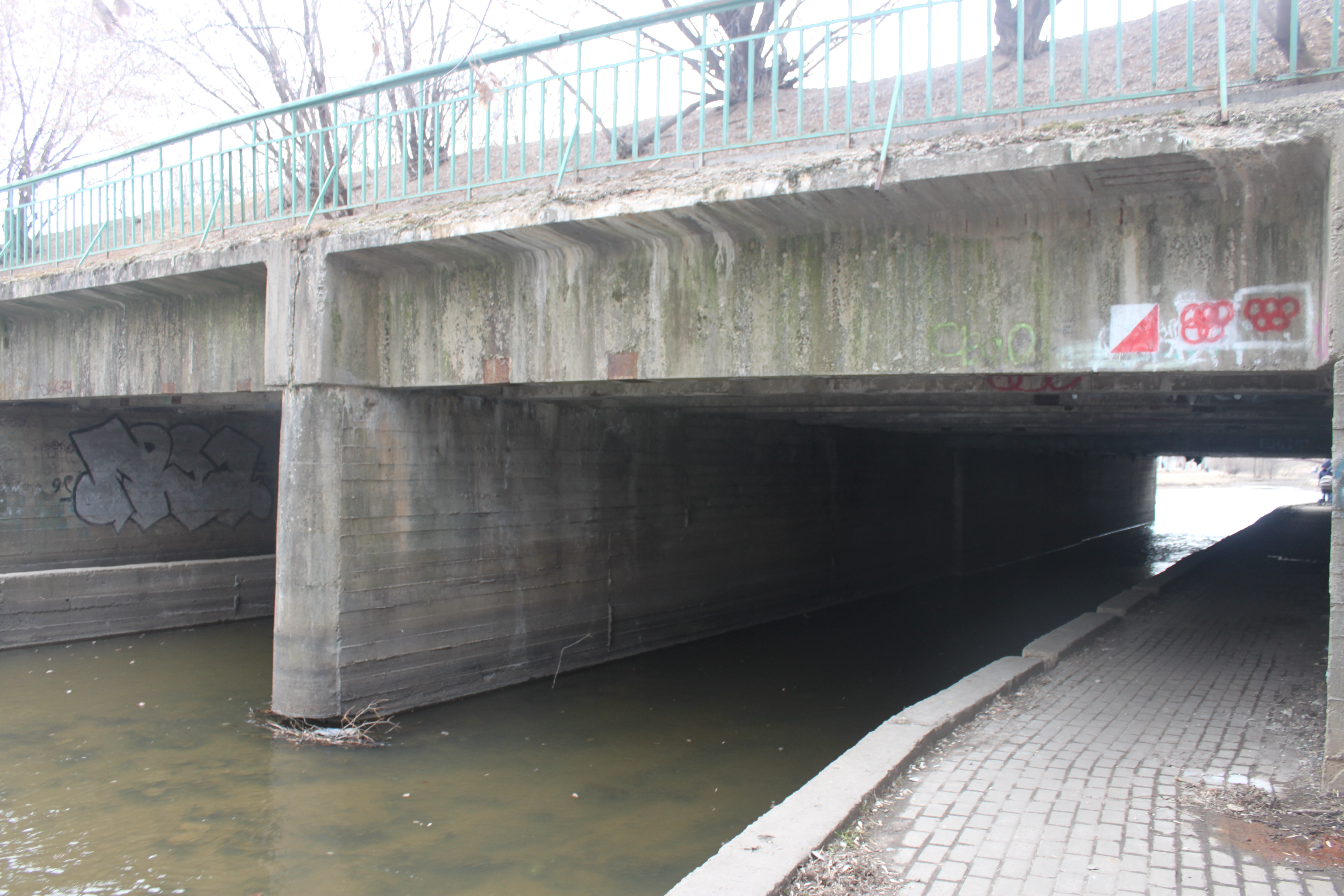
Вид сзади
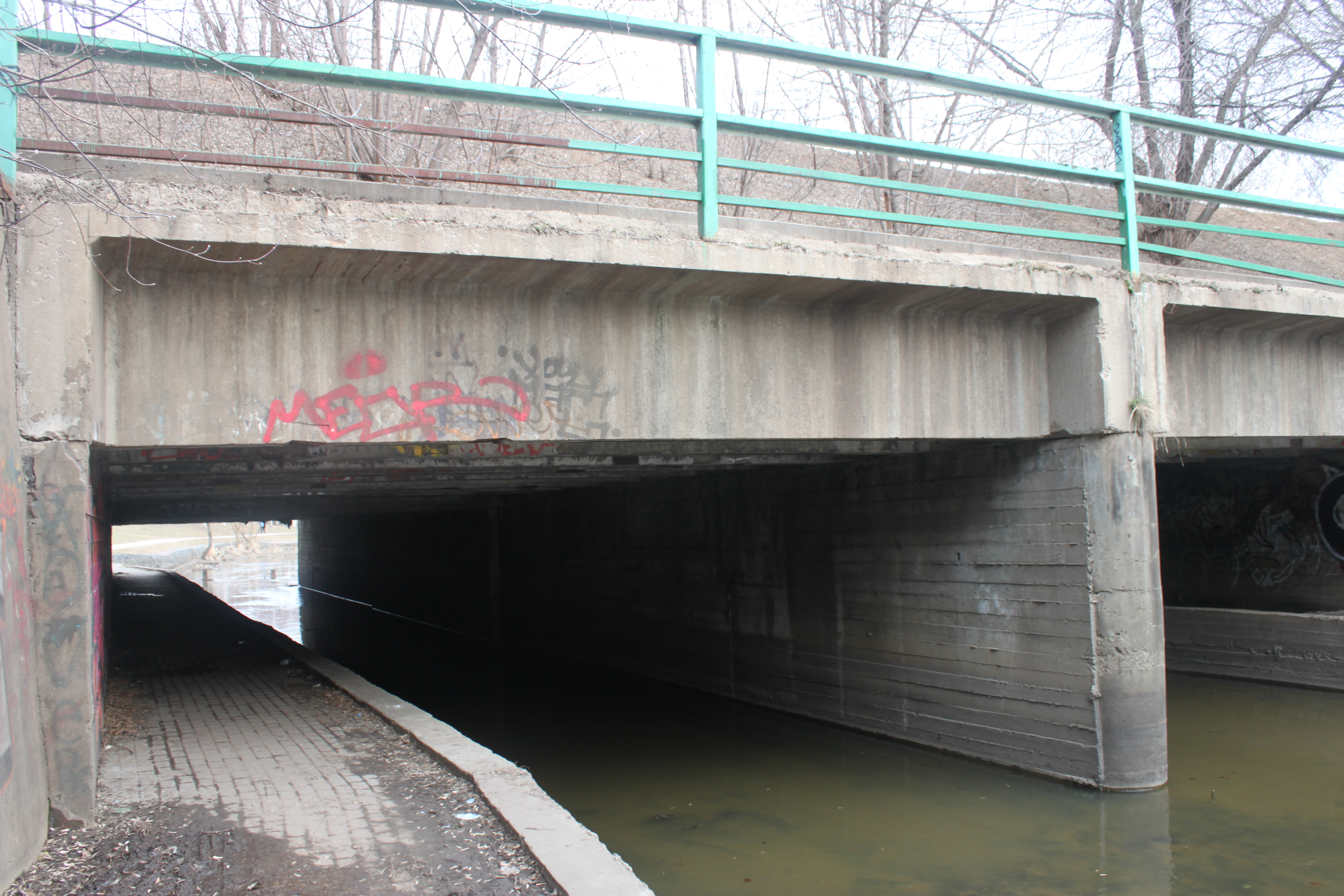
Вид спереди
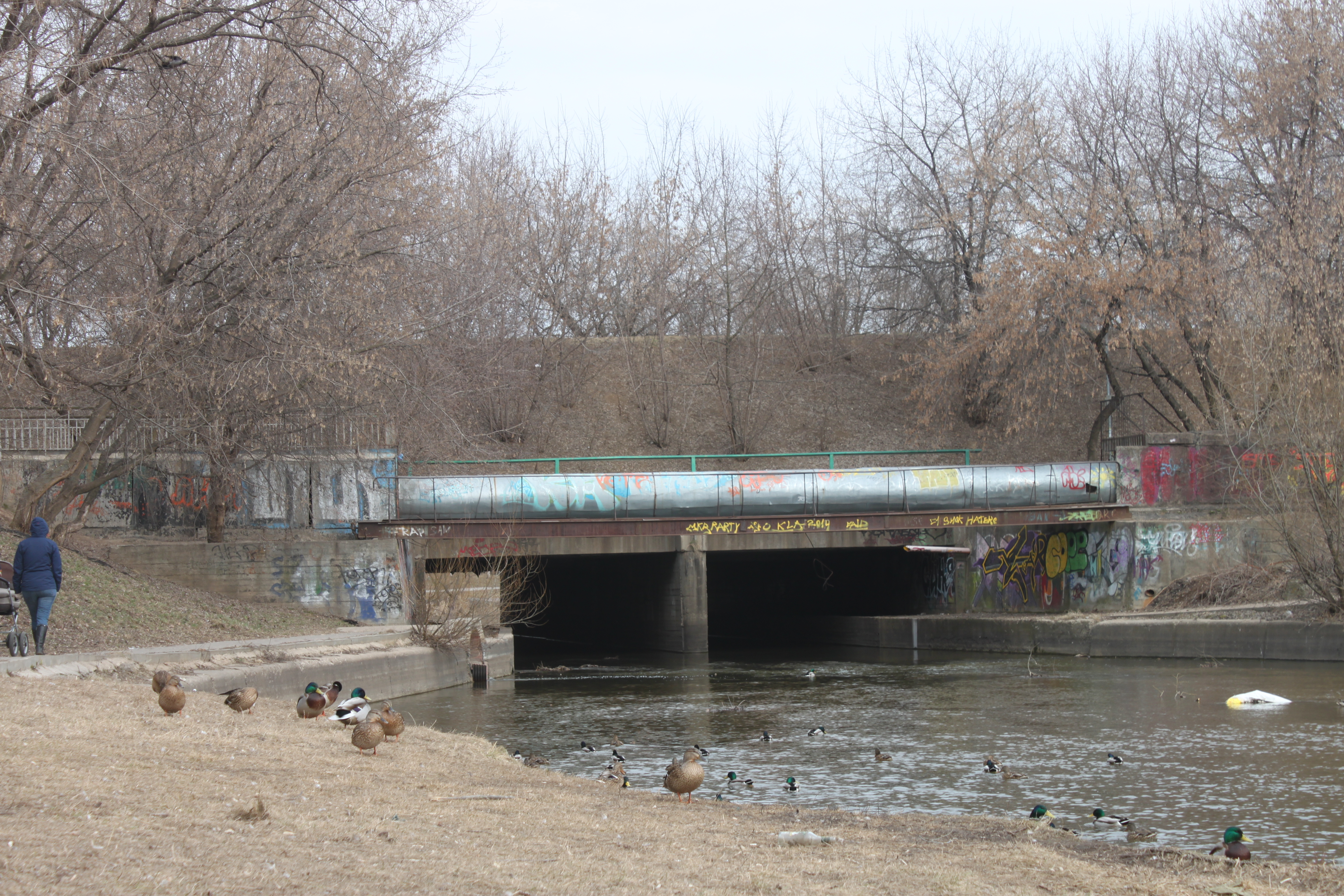
Фронтальный вид
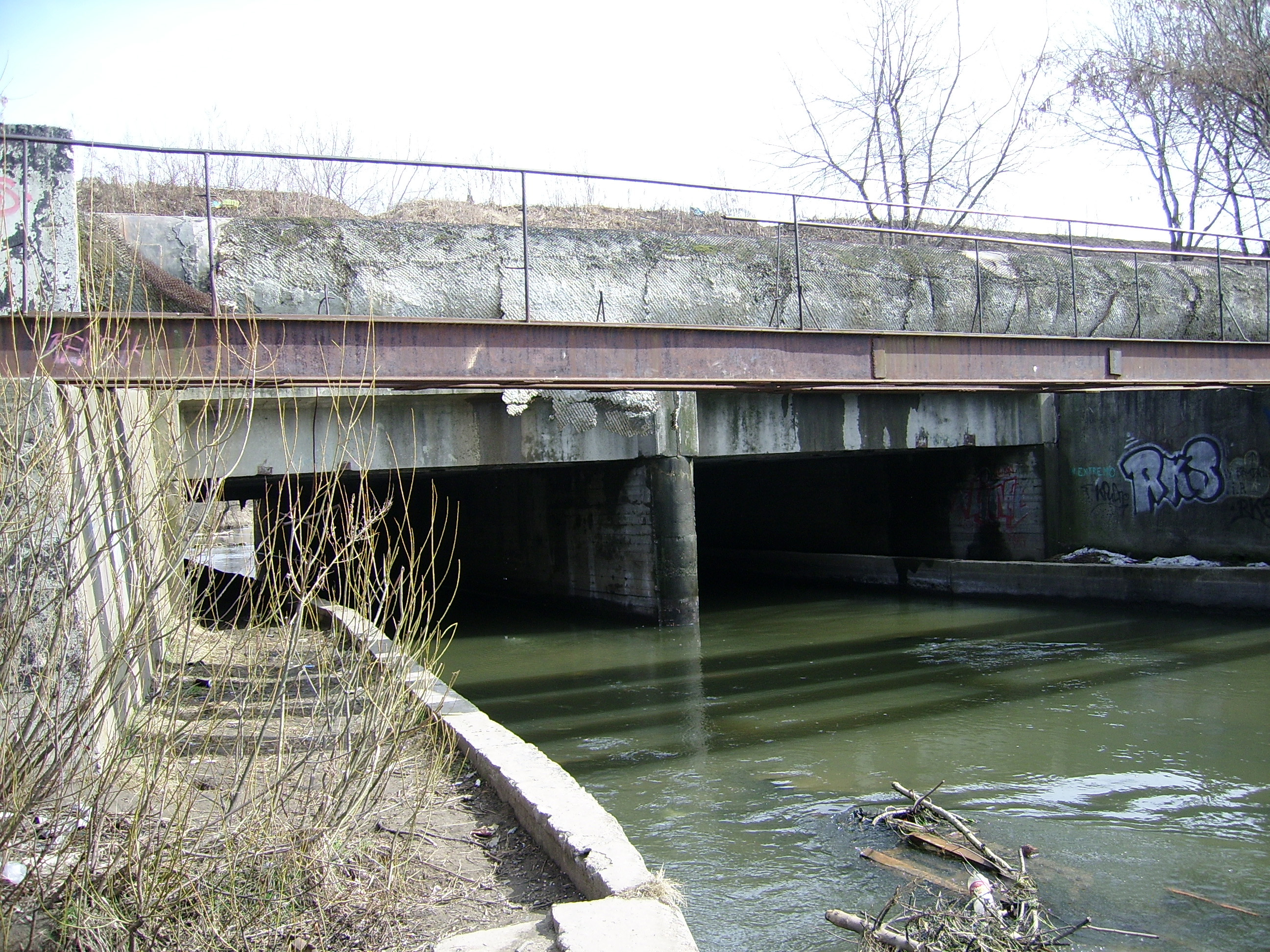
Медведковский метромост до благоустройства